# Nambiyur
Nambiyur là một thị xã panchayat của quận Erode thuộc bang Tamil Nadu, Ấn Độ.

## Địa lý
Nambiyur có vị trí 11°22′B 77°20′Đ / 11,37°B 77,33°Đ Nó có độ cao trung bình là 301 mét (987 feet).

## Nhân khẩu
Theo điều tra dân số năm 2001 của Ấn Độ, Nambiyur có dân số 15.651 người. Phái nam chiếm 50% tổng số dân và phái nữ chiếm 50%. Nambiyur có tỷ lệ 58% biết đọc biết viết, thấp hơn tỷ lệ trung bình toàn quốc là 59,5%: tỷ lệ cho phái nam là 67%, và tỷ lệ cho phái nữ là 50%. Tại Nambiyur, 9% dân số nhỏ hơn 6 tuổi.